# آقامؤمن تفرشی
میرزا محمد ملقب به آقا مؤمن تفرشی یا خواجه مؤمن تفرشی فرزند جمال الدین مصطفی است که در محلهٔ فم تفرش به دنیا آمد. جدش عبدالعظیم بن عبدالله فرزند امام پنجم شیعیان است. تحصیلاتش در تفرش، قم و اصفهان بود. در شعر تخلص دائی داشت. او از سادات تفرش، زاهد، عالم و حکیمی توانا بود. شعر را در کمال استادی می‌سرود و بیشتر به قصیده توجه داشت. تولد او در نیمهٔ اول قرن یازدهم هجری است.
او تجدیدکنندهٔ بنای امامزاده محمد تفرش است. بر روی سنگ قبر او نوشته شده است: «هوالباقی: تاریخ وفات عالی‌جناب مقدس‌القاب علّامی فهّامی مجتهد الزمانی آقا محمد مؤمن ـ طاب ثراه ـ فی سبعین مائه و ألف ۱۱۷۰.» زندگی‌نامهٔ وی در تذکره‌های مجمع الصفحا، روضة الصفا و آتشکده آذر مذکور است.